# 山添百合
山添 百合（やまぞえ ゆり、1991年1月24日 - ）は、日本の競技かるた選手（八段）。京都府宇治市出身。京都市在住。

## 来歴
京都府宇治市で出生。幼少のころから童謡の歌詞を暗記し、周囲に歌って聞かせていた。
7歳の頃に小倉百人一首を全て暗記し、9歳で地元の競技かるた団体・京都小倉かるた会（旧京都府かるた協会）に入会。荒川裕理元クイーンに師事し、競技かるた選手として頭角を現す。
2007年洛南高等学校に入学。
2009年京都大学文学部に入学。京都大学の競技かるた学生組織である京都大学かるた会のメンバーとして、1学年後輩の粂原圭太郎とともに京都大学を団体戦初優勝へと導き、黄金期を築く。
2013年より母校の洛南高等学校・附属中学校にて国語科教諭に着任し、教鞭を執るかたわら社会人選手として活動。
2014年の第58期クイーン位決定戦で初めて挑戦者となり、楠木早紀永世クイーンに敗れる。翌年の59期クイーン位決定戦で西日本代表として再びタイトルに挑戦し、東日本代表（楠木早紀永世クイーンの出場辞退のため）の坪田翼に敗れる。名人位の粂原圭太郎は京都大学の1学年後輩である。
2021年の第65期クイーン位決定戦で、本多恭子元クイーン（当時六段）をストレートで破り、初のクイーン位を獲得。3回目の挑戦で悲願のクイーン位を奪取した。
2022年の第66期クイーン位決定戦で、矢野杏奈挑戦者（当時七段）をストレートで退け初防衛に成功。同年、第3回ちはやふる小倉山杯で優勝。
2023年の第67期クイーン位決定戦で、三苫成挑戦者（当時六段）をストレートで退け、2度目の防衛を果たした。これにより、第65期からの戦績は9勝0敗となる。
2024年の第68期クイーン位決定戦では、井上菜穂挑戦者（当時六段）に3-1で敗れ、失冠。

## 出演
- 競技かるたプレイヤーズファイル[7]

## 競技スタイル
競技スタイルは、相手陣に重きを置いて攻めながら自陣もしっかりと取るオールラウンダー型。基本に忠実な攻めがるたである。